# 1,5-ペンタンジオール
1,5-ペンタンジオール (1,5-Pentanediol) は、化学式 HOCH2CH2CH2CH2CH2OH で表される有機化合物である。他のジオールと同じように粘稠な無色の液体で可塑剤として使用され、また乳化剤、樹脂中間体に用いられるポリエステルを生成する
。
1,5-ペンタンジオールは、グルタル酸とその誘導体の水素化によって製造される。テトラヒドロフルフリルアルコールの水素化分解によっても製造される。

## ビンディーズの汚染
ビンディーズ（北米のAqua Dots社製）と呼ばれる玩具は、1,5-ペンタンジオールが 1,4-ブタンジオールに無許可で置き換えられたため、2007年11月に販売業者によってリコールされた。その玩具は、水を振りかけると互いにくっつく小さなビーズで構成されている。摂取するとγ-ヒドロキシ酪酸に代謝される 1,4-ブタンジオールが GC-MS で検出された。ChemNet Chinaは、1,4-ブタンジオールの価格を約 US$ 1,350 - 2,800/トンと記載しているが、1,5-ペンタンジオールの価格は約 US$ 9,700/トンである。